# قافز (عنكبوت)
القافز (الاسم العلمي:Salticus) هو جنس من العنكبوتيات يتبع من أسرة القافزاوات من فصيلة العناكب القافزة.

## أنواع عنكبوت القافز
- قافز إكليلي
- قافز أحادي اللون
- قافز أسحم
- قافز أصفر الذنب
- قافز أفغاني
- قافز أقطع
- قافز أليغرنزي
- قافز أنيق
- قافز أوستني
- قافز أيديري
- قافز باغت
- قافز برازيلي
- قافز بروجينسكي
- قافز بكهامي
- قافز بونايري
- قافز تركمانستاني
- قافز جوال المناقع
- قافز جونغاري
- قافز حزامي
- قافز حلقي
- قافز دائب
- قافز زيتوني
- قافز عريض الأسنان
- قافز فكي
- قافز قليل الجسم
- قافز كبير
- قافز كرالي
- قافز كناري
- قافز كوماري
- قافز لماس
- قافز مارنزيلري
- قافز متبدل
- قافز متقارب
- قافز مثلث الأحزمة
- قافز محير
- قافز مخطط
- قافز مشوه البطن
- قافز معقفي
- قافز مقترن
- قافز منجلي
- قافز منظري
- قافز موسوس
- قافز نافع
- قافز نوردامي
- قافز وحيد الشوكة
- قافز وداجي